# Battaglia di Centuripe
La battaglia di Centuripe fu combattuta dal 2 al 4 agosto 1943, nel corso dell'invasione alleata della Sicilia durante la seconda guerra mondiale.
Le forze dell'VIII armata britannica ingaggiarono aspri combattimenti contro le truppe dell'Asse attestate a Centuripe, una cittadina arroccata su un complesso crinale a circa 750 m s.l.m., nella parte centrale della Sicilia, tra i fiumi Dittaino e Salso. La difficile posizione, raggiungibile solo mediante strade tortuose e ripide, era stata scelta come caposaldo fortificato dalle truppe della Wehrmacht. La presa di Centuripe era dunque necessaria premessa per la conquista di Adrano, a sua volta importante obiettivo se si voleva costringere i tedeschi ad arretrare su nuove posizioni. Le truppe inglesi espugnarono la cittadina a prezzo di asperrimi combattimenti; la sua caduta fu uno dei fattori che convinsero i tedeschi dell'opportunità di abbandonare la Sicilia.
La battaglia si inquadra nell'ambito dell'operazione Hardgate che prevedeva lo sfondamento delle difese tedesche lungo la linea Catenanuova-Centuripe-Adrano.

## Le premesse

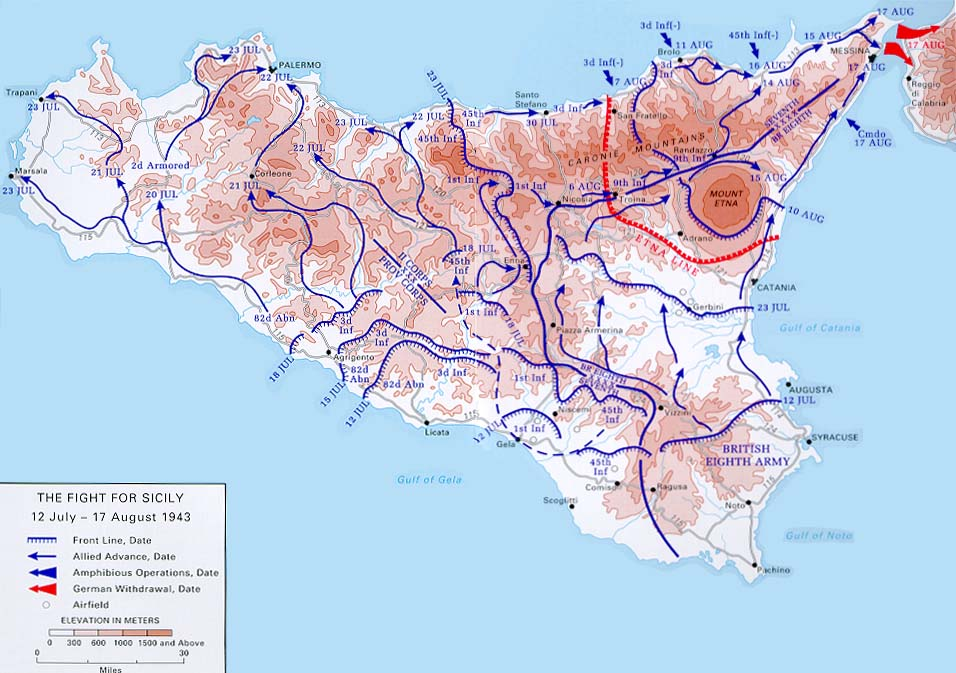
Piano schematico delle operazioni militari: in rosso la linea di difesa italo-tedesca intorno all'Etna

Centuripe costituiva un punto chiave della linea di difesa tedesca in virtù della sua posizione che dominava un ampio arco di difesa, difficilmente espugnabile, costituito da una serie di colline a strapiombo. Le colline adiacenti, meno alte, erano ben difese dai tedeschi ed era necessario prenderle una ad una prima di poter affrontare Centuripe. Difendevano queste posizioni i paracadutisti della Fallschirm-Panzer-Division 1 "Hermann Göring", gran parte del terzo reggimento paracadutisti (Fallschirmjäger) e parte del Kampfgruppe (gruppo di combattimento) von Carnap sotto il comando di Ludwig Heilmann in sostituzione del tenente colonnello Von Carnap morto verso la fine di luglio colpito dal fuoco dell'artiglieria britannica. Sia il reggimento che il Kampfgruppe comprendevano un reparto di artiglieria, alcune unità da ricognizione e un certo numero di carri armati appoggiati da unità di fanteria.
La 78ª Divisione di fanteria inglese sotto il comando del maggiore generale Vyvyan Evelegh si mosse da Castel di Judica e Franchetto il 30 luglio per avanzare verso Catenanuova e da lì prendere Centuripe. Il terreno tra le due cittadine era brullo e accidentato, con grandi balze rocciose, simili a quelle tra le quali la divisione aveva combattuto durante la campagna di Tunisia in Nord Africa, con aspri rilievi che coprivano la strada che le collegava. Evelegh diede ordine al brigadiere Nelson Russell, comandante della 38ª Brigata irlandese, di prendere Centuripe; il suo piano era di avanzare e attaccare nottetempo con l'eventuale copertura di un pesante fuoco di artiglieria. Al 6° Royal Inniskilling Fusiliers e ai Royal Irish Fusiliers venne assegnato il compito principale mentre il 2º Battaglione dei London Irish Rifles avrebbe coperto i fianchi.
La sera del 1º agosto, il battaglione si posizionò all'interno di un torrente in secca ai piedi delle colline di Centuripe. Nessun mezzo di trasporto poteva raggiungerli e i rifornimenti dovettero essere portati a mano con notevoli difficoltà.

## Lo svolgimento

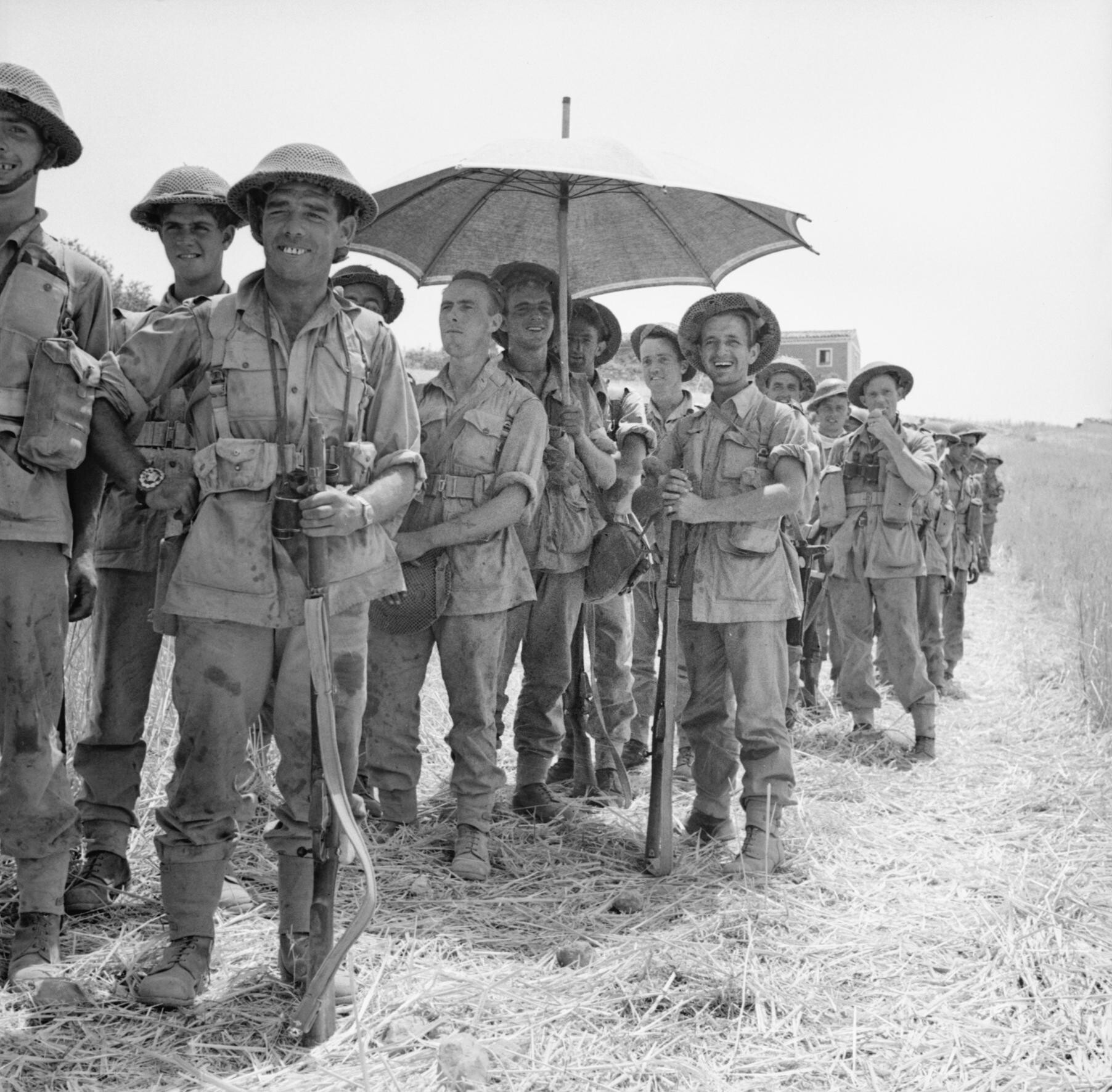
2 agosto 1943; fucilieri del 6º battaglione in attesa dell'ordine di attacco contro Centuripe.

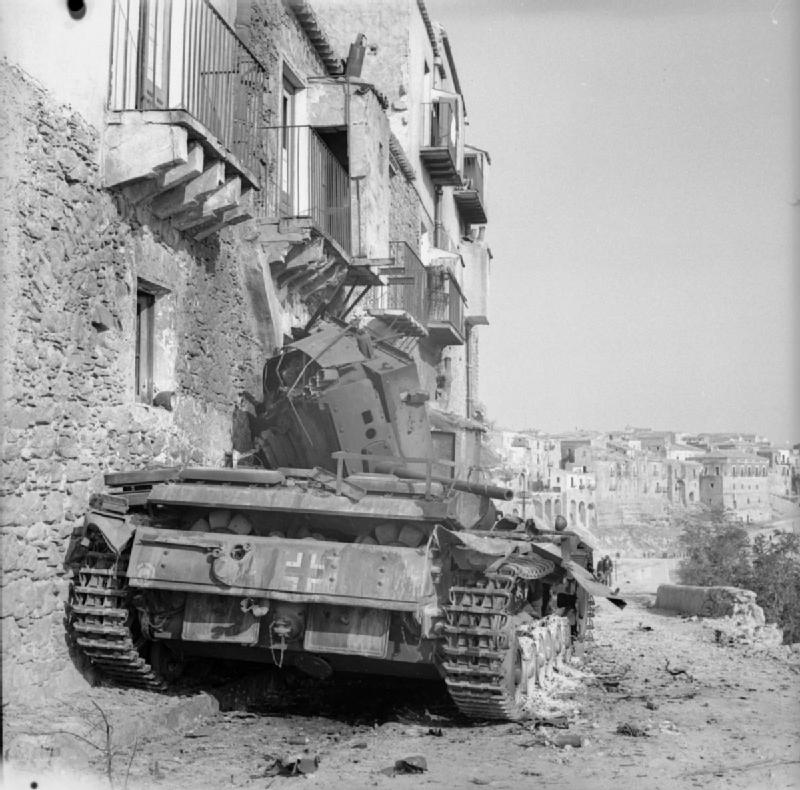
Carro armato tedesco Panzer III distrutto durante i combattimenti strada per strada

La cittadina era stata oggetto di incursioni aeree già dalla mattina del 28 luglio; le bombe colpirono i quartieri del Crocifisso e della Tribuna causando varie vittime tra la popolazione. Il 31 luglio poco dopo le 16:00 vennero sganciate altre bombe sull'abitato colpendo anche il Collegio con ulteriori vittime civili.
A mezzogiorno del 1º agosto Centuripe fu oggetto di un durissimo bombardamento mentre il London Irish iniziava la sua manovra di avvicinamento, stando dietro le linee del 6° Royal West Kent Regiment che combatteva sulle colline dietro Centuripe, giungendo infine a intravedere l'abitato sulla sommità della grande collina. Il compito del London Irish era di prendere tre colline chiave, designate quote 704, 611 e 703, ma non si sapeva quale fosse la forza dei tedeschi che le presidiavano.
Le compagnie G ed F del London Irish si mossero dalla linea di partenza dopo una quindicina di minuti di fuoco raggiungendo velocemente quota 704; quando la compagnia G fu attestata sulla posizione raggiunta, la compagnia H si mosse all'attacco della quota 703. Il loro compito era più difficile dato che dovevano affrontare il fuoco sia dall'alto che dai lati; infatti ebbero alcune perdite. Tuttavia la compagnia G poté aiutarli a neutralizzare il fuoco laterale e quando si fece buio il London Irish era ormai attestato sulla quota 703. La terza collina invece continuava a resistere; si doveva prendere una decisione: attendere ad attaccare Centuripe fino a quando quota 611 non fosse caduta oppure avanzare senza indugi col rischio che i tedeschi li colpissero d'infilata, sul fianco a sinistra della cittadina. 
Venne presa la decisione di avanzare immediatamente. I Fucilieri Reali irlandesi attaccarono da nord, dietro Centuripe, e gli Inniskillings, che erano stati a stretto contatto con i tedeschi sul settore frontale, riuscirono ad aprire un varco sul bordo meridionale del paese grazie anche alla scalata di una parete di circa 30 metri d'altezza.
I Fucilieri Reali Irlandesi premevano dal settore settentrionale del paese combattendo accanitamente e subirono molte perdite anche a causa di due carri Panzer IV che integravano le posizioni difensive dei tedeschi; ma alla fine gli inglesi riuscirono a neutralizzarli. La brigata irlandese continuando il combattimento raggiunse prima di notte la cittadina. Ma all'improvviso si manifestarono sacche di resistenza tedesca e durante la notte i paracadutisti del capitano Liebscher contrattaccarono con combattimenti casa per casa e tra le tombe del cimitero. Altri uomini della 38ª Brigata dovettero essere fatti aflluire per rafforzare il contingente che si trovava impegnato sul posto e che era stato nel frattempo ricacciato fuori dall'abitato. Ripresero i bombardamenti finché alle luci dell'alba del 3 agosto i tedeschi presero la decisione di ritirarsi oltre il fiume Salso. Finalmente tutti gli obiettivi, tra cui Centuripe, erano caduti in mano alla Brigata irlandese. L'operazione era stata dura, in una zona orograficamente difficile ma il determinante apporto degli Inniskilling aveva prodotto la buona riuscita dell'operazione.
Nell'agosto del 1943 dopo la caduta di Centuripe i fucilieri irlandesi rastrellarono le alture oltre l'abitato giungendo infine in vista del fiume Salso. I mezzi di trasporto ebbero difficoltà a scendere lungo la strada tortuosa che da Centuripe raggiungeva il fiume Salso a causa di un grande cratere, prodotto da un'esplosione, che i genieri riuscirono a colmare solo dopo dodici ore di duro lavoro ed anche perché i tedeschi nella loro ritirata avevano disseminato dietro di loro una gran quantità di ordigni esplosivi lungo il percorso.

## L'esito

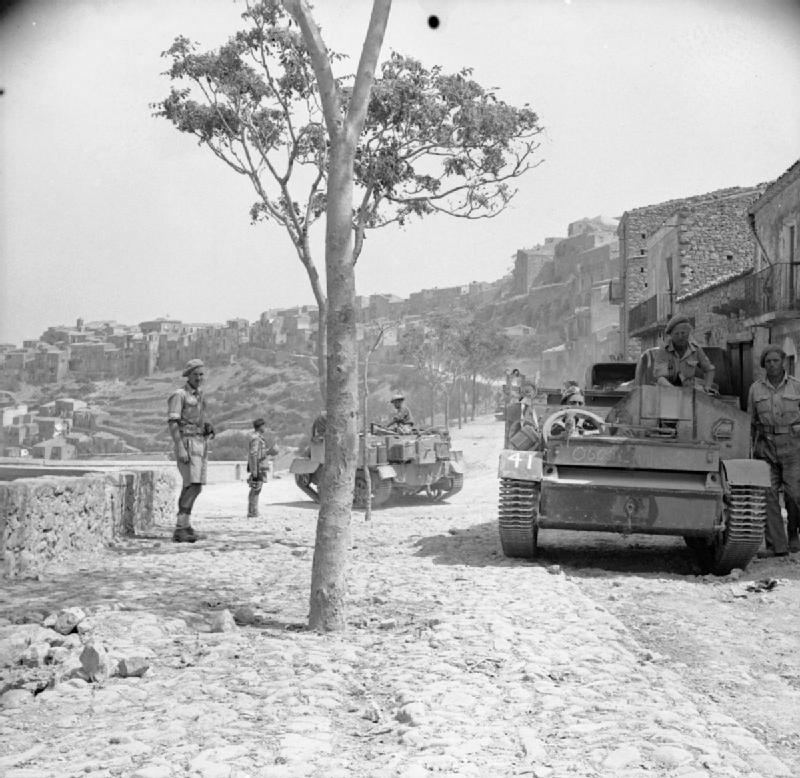
Truppe britanniche nella ormai conquistata Centuripe.

La caduta di Centuripe aveva causato il crollo di tutta la linea difensiva tedesca a nord della città di Catania, costringendo i tedeschi ad attestarsi in posizione più arretrata, in corrispondenza con le pendici ovest e sud-ovest del monte Etna.

Il London Irish raggiunse rapidamente le alture sul lato del fiume Salso opposto a Centuripe e le compagnie E ed F arrivarono nottetempo al fiume Simeto. Mentre si avvicinava il crepuscolo, anche due plotoni della compagnia G attraversarono il fiume, con riserve di munizioni, mortai e mitragliatrici per fornire pronto supporto alle altre due compagnie; in tal modo, all'arrivo dell'oscurità, era stata assicurata una testa di ponte. I tedeschi intanto sfruttavano l'oscurità della notte per ritirarsi; la mattina seguente una pattuglia di combattimento del London Irish localizzò i tedeschi a metà strada, in direzione delle colline sulla cui sommità sorgeva quello che sarebbe divenuto il loro prossimo obiettivo: la città, già tanto bombardata, di Adrano. Tuttavia questo compito non sarebbe stato affidato alla brigata irlandese ma alle altre due brigate della 78ª Divisione.
Dal pomeriggio del 1º agosto, al calar della notte del 5 agosto la brigata irlandese aveva avanzato di 25 miglia combattendo le battaglie di Centuripe, del Salso e del Simeto. Il battaglione trascorse cinque giorni di riposo lungo le fresche acque del Simeto mentre il resto della divisione catturava Adrano e Bronte attestandosi sulle colline al di là di quest'ultima città. L'attraversamento dei fiumi Salso e Simeto e la caduta di Adrano avevano tagliato tutte le comunicazioni laterali dell'esercito tedesco, ad occidente e a sud dell'Etna, e causato la caduta di Paternò, Santa Maria di Licodia, e Biancavilla. I fucilieri reali Irlandesi, nel frattempo, avevano catturato Capella e monte Maletto; la caduta della cittadina di Maletto e il successivo avvicinamento a Randazzo costrinsero i tedeschi ad una nuova e affrettata ritirata verso il mare. La notizia della caduta di Centuripe venne accolta con grande entusiasmo; il generale Montgomery quando, dopo la battaglia, gli vennero mostrate le alture e i dirupi su cui si trovava la città, esclamò impossibile! Winston Churchill annunciò la notizia alla Camera dei Comuni del Regno Unito considerando la battaglia di Centuripe un importante successo del conflitto in corso.
I tedeschi si convinsero della fragilità della loro situazione e iniziarono ad approntare i piani per il definitivo abbandono dell'isola di Sicilia. L'operazione Lehrgang, cioè l'evacuazione della Sicilia da parte delle truppe dell'Asse, ebbe infatti inizio il 10 agosto. Le truppe alleate entrarono a Messina il 17 agosto.